# Bevke
Bevke so naselje v Občini Vrhnika, približno 2 km oddaljene od Drenovega Griča. Ležijo na Ljubljanskem barju ob osamelcu Kostanjevica, na katerem je Naravni rezervat Mali plac. Do vasi vodijo tri ceste iz Loga pri Brezovici, Drenovega Griča in Blatne Brezovice. Vas je ob delavnikih povezana z rednima avtobusnima linijama z Vrhniko in Ljubljano.